# シャルル5世 (フランス王)
シャルル5世（Charles V, 1338年1月21日 ヴァンセンヌ - 1380年9月16日 ボテ＝シュル＝マルヌ城）は、フランス・ヴァロワ朝第3代の王（在位：1364年 - 1380年）。賢明王（ル・サージュ、le Sage）と呼ばれる。中世末期の行政機構の研究家フランソワーズ・オトランはシャルル5世を税金の父と呼ぶ。最初にドーファン（Dauphin）の称号を有した王太子である。

## 生涯

### 幼少期
フランス王ジャン2世（善良王）とボンヌ・ド・リュクサンブール（ボヘミア王ヨハンの娘で神聖ローマ皇帝カール4世の同母姉）との間の息子。弟にアンジュー公ルイ1世、ベリー公ジャン1世、ブルゴーニュ公フィリップ2世（豪胆公）がいる。
シャルルは宮廷で近親の同じ年代の子供らとともに育てられた。つまり、叔父のオルレアン公フィリップ（トゥレーヌ公、ヴァロワ伯）、弟ルイ、ジャン、フィリップの3人、ブルボン公ルイ2世、バール公ロベール1世（ポン・タ・ムッソン（モーゼルブリュック）侯、シャルルの姉マリーと結婚）と息子のエドゥアール（1377年 - 1415年、後のバール公エドゥアール3世）、ブラバント公家のゴドフロワ、エタンプ伯ルイ（フィリップ3世の息子エヴルー伯ルイの息子エタンプ伯シャルルの長男、ナバラ王カルロス2世（悪人王）の男系の従兄弟）、ルイ・デヴルー（カルロス2世の弟）、アルトワ伯家のジャンとシャルル、アランソン伯シャルル3世（1337年 - 1375年、フィリップ6世の甥。アランソン伯・ラ＝ペルシュ伯）、ブルゴーニュ公フィリップ・ド・ルーヴル（フィリップ・ド・ブルゴーニュ、ブルゴーニュ自由伯、アルトワ、オーベルニュ、ブローニュ伯など、母ジャンヌがジャン2世と再婚）らである。
シャルルの家庭教師はおそらくシルヴェストル・ド・ラ・セルヴェルであり、彼はラテン語と文法を教えた。1349年に母ボンヌと父方の祖母ジャンヌ・ド・ブルゴーニュがペストで亡くなると、宮廷を去りドーフィネに向かった。その後間もなく1350年に祖父フィリップ6世が亡くなった。

### 最初のドーファン
ドーフィネの伯であったアンベール2世は、税を徴収する能力がなく破産寸前であり、唯一の子供であった男子の死後は後継者もいなかったので、当時神聖ローマ帝国領であったドーフィネを売り払うことにした。皇帝も教皇も興味を示さなかったため、フィリップ6世が買い取ることになった。
合意では、将来の国王になるジャン2世の物になるはずであったが、ジャン2世の嫡子であるシャルルがドーファンになった。彼は11歳でしかなかったが、すぐに権威の行使の現場に直面した。彼は高位聖職者ならびにドーフィネの家臣たちの臣従礼（オマージュ）を受け取った。
1350年4月8日、シャルルはタン＝レルミタージュで父の従妹ジャンヌ・ド・ブルボンと結婚した。あらかじめ教皇から近親婚の特免状は得ていたが、おそらくシャルル6世の精神異常や、シャルル5世の他の子供の虚弱さはこの近親性に起源があると考えられている。結婚は、ペストによってもたらされた母と祖母の死によって延期されていた。当時ヨーロッパ中で猛威をふるっていたペストの拡散を緩和するために、王侯の集結は限定されており、近親者の間で結婚は執り行われた。
ドーフィネの支配はフランス王国にとって貴重であった。というのもドーフィネは古代から地中海とヨーロッパ北部を結ぶ商業上の大動脈ローヌ川を抑えており、教皇の支配する街であり中世ヨーロッパにおいては、無視することのできない教皇の文書行政の中心地であるアヴィニョンと直接交渉することができたからである。その若年にもかかわらず、シャルルは自分の家臣たちに顔を売ることに専念し、争っている家臣の一族同士の争いを止めさせるために仲裁などをした。彼は実用性のある経験を獲得した。

### 治世
百年戦争のさなか、1356年のポワティエの戦いに敗れた父がイングランドに捕囚の身となったため、王太子のまま摂政として困難な国政を担当した。当時フランスは疲弊の極にあり、大諸侯、わけても叛服常無き王族シャルル・デヴルー（ナバラ王カルロス2世、エヴルー伯シャルル）の画策に悩まされた。エティエンヌ・マルセル指導下のパリの反乱および1358年のジャックリーの乱を鎮圧し、父の虜囚直後に結ばれたロンドン条約の批准・履行を拒否し、イングランドと新たにブレティニ・カレー条約（1360年）を結ぶことに成功した。
現在の税金の基礎となる定期的な臨時徴税（矛盾した表現であるが）を行ったり、常備軍・官僚層を持つなど、後年の絶対王政のさきがけを成した。また、彼に仕えた軍人・官僚の中から、シャルル6世時代のマルムゼ（グロテスクな顔の小人）と呼ばれる官僚が現れた。

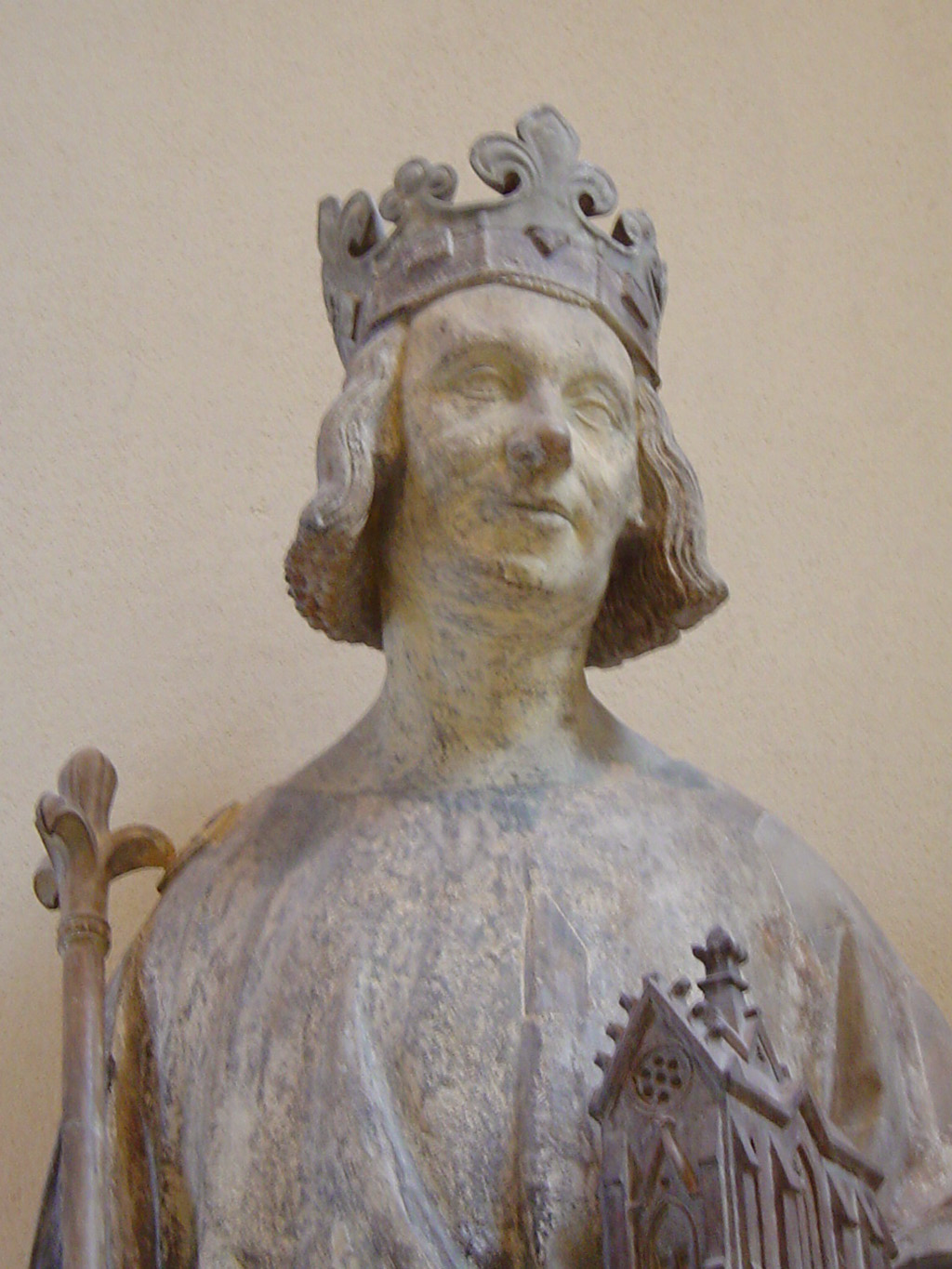
シャルル5世像

軍事面では、名将ベルトラン・デュ・ゲクランを重用し、イングランドに奪われた国土を回復すべく行動を起こす。コシュレルの戦い（1364年）でイングランド軍の支援を受けたカルロス2世の軍を撃破した。この勝利はカルロス2世のフランス王位請求を断念させただけではなく、彼がエヴルー伯としてノルマンディーに持っていた領土を取り上げ、そこがイングランドの橋頭堡・進行路になることを防いだ（その代償としてカルロス2世は南フランスに領地を与えられた）。さらにブレティニ・カレー条約での休戦による解雇で、社会不安（ルティエやエコルシュール（生皮剥ぎ）と呼ばれる盗賊化した傭兵が略奪行為をしたことによる治安悪化）の原因であった傭兵隊をカスティーリャ王国援助に誘導し、あわせて外交上の成功を収めた。
解雇された傭兵達は、エドワード黒太子の支配する治安の安定したアキテーヌからは追い出され、アヴィニョン教皇庁周辺に屯していた。これらの傭兵隊を討伐しようとするラ・マルシュ伯らの軍勢は敗北した。また、オスマン帝国に対する十字軍として東方に派遣した傭兵達は、金だけを受け取って神聖ローマ帝国領内で略奪を働いた後、またフランスに戻ってきていた。
一方、スロイスの海戦以来壊滅状態にあったフランス艦隊を再建するために、ノルマンディーの兵器工廠クロ・デ・ガレをフル稼働させ、多くの艦船を建造させた。また、フランス提督職（amiral de France）をフランス大元帥（コネターブル・ド・フランス）と同様の特権を保持する職として復活させ、ジャン・ド・ヴィエンヌをその職に任じた。ヴィエンヌは副官エティエンヌ・デュ・ムスティエらとともに、ワイト島やライ、ウィンチェルシー、ポーツマス、ヘイスティングス、グレーヴゼンドなどイングランド本国の沿岸地帯を襲撃して回り、イングランド側を大いに悩ました。また、カスティーリャとの同盟の成功は、その海軍力の利用を可能にし、同国の援助を受けた1372年のラ・ロシェル沖での海戦のフランス側の勝利は、イングランドの制海権に対する威信を揺らがせた。
病弱で物静かな読書好きであり、武勇と騎士道を好む頑強な父と正反対で、戦闘を避け、敵の疲労を待って着実に城・都市を奪回して行く戦法、適切な妥協を含む外交手腕などの現実的な政策により、治世末にはブレティニ・カレー条約で失われた領土をほぼ奪回した。カレー、バイヨンヌ、ボルドー（実質上イングランド軍が駐屯し、占領していたシェルブールはカルロス2世の所領で、ブレストもブルターニュ公ジャン4世の土地であった）のイングランド軍を完全に駆逐せず、停戦したのも現実的な計算が働いたためである。
また膨大な蔵書を有し、アリストテレスの「国家論」（ニコラ・オレームの貨幣論に影響を与えた）、教父アウグスティヌスの「神の国」などの古典をフランス語に翻訳させている。その他にも、ドル司教エヴラール・トレモーゴンらに命じて政治的パンフレットである『果樹園丁の夢』、『老いた巡礼者の夢』などを出版させ、フランス教会の独立（ガリカニスムの始まりとも言われる）を主張した。
フランス王家の紋章を変更したことでも知られ、小百合紋（百合の花を無数に散らせた紋章）から、百合の花の数を3つにした紋章に変更した（フルール・ド・リスを参照）。
貨幣政策においては、リジュー司教ニコル・オレームらの学説に従い、貨幣価値を安定させて貴金属含有率の高い通貨を発行し続けた。祖父や父が貨幣の貶質によって利益を得ようとしていたのとは対照的であり、このことが臨時的な課税の恒常化に役立ったとされる。
治世下の1377年に、グレゴリウス11世（在位：1370年 - 1378年）がアヴィニョンからローマに戻り、教会大分裂が起きている。

## 人物
1349年に罹った病気（腸チフスとも結核とも）の後遺症から、言われているように痩せっぽちではない（病気明けの1362年には73キログラム、1368年には77.5キログラム）が、虚弱な体質は彼を馬上槍試合や戦場からは遠ざけた。右手は腫れ上がっており、重いものを持つことはできなかった。
精神の面においては明敏な感覚を持ち、国王として何ら欠けるところはなかった。溌剌とした精神を持ち、まさしくマキャヴェリ主義者であった。シャルル5世の伝記作家であるクリスティーヌ・ド・ピザンは彼のことを“sage et visseux”（賢明で狡猾）と書いており、ランカスター公ジョン・オブ・ゴーントは“royal attorney”（国王の代理人）と認めた。彼の気性は父とは全く違っていて、ジャン2世は中身のない激怒を顕わにしたり、自分の周りにはお気に入りしか取り巻かせなかったりする男であった。すぐに人格の不一致による不和は公然のものとなった。
また、極めて教養の深い人物であり、クリスティーヌ・ド・ピザンは彼のことを次のように書き記している、つまり、完璧な教養の持ち主であり、七自由科（教養諸科、リベラルアーツ、文法・修辞・弁証法と算術・幾何・音楽・天文学の7つ）を修めている、と。一方で敬虔だが迷信深い国王でもあり、長い間執拗に襲いかかってくる運命によってなかなか継嗣ができなかったし、当時の医師には手の出しようもない数々の健康上の問題のために篤信家であり、占星術の信奉者になった。シャルル5世はセレスタン（天上）修道会の発展を後援し、彼の図書館の7分の1を占星術、天文学、予見に関する書籍が占めていた。しかしそれらのことは、当時の教会や大学の見解あるいは彼の顧問官たちのそれと意見の対立をもたらすこともあった。シャルル5世の信仰は個人的な領域に留まっており、政治的な決断には何ら影響を与えなかった。

## 家族
王妃はブルボン公ピエール1世の娘ジャンヌ・ド・ブルボン。1350年4月8日に結婚し、シャルル6世、オルレアン公ルイなど9人の子供をもうけているが、成人したのは2人だけである。ジャンヌはヴァロワ家の祖ヴァロワ伯シャルルの孫娘であり、シャルル5世もジャンヌもブルゴーニュ公ユーグ4世の子孫である。このような近親婚が、シャルル6世の精神疾患に影響を及ぼしたのかも知れない。
- ジャンヌ（1357年 - 1360年）
- ジャン（1359年 - 1364年）
- ボンヌ（1360年）
- ジャン（1360年 - 1366年）
- シャルル6世（1368年 - 1422年） - フランス王
- マリー（1370年 - 1377年）
- ルイ（1372年 - 1407年） - オルレアン公
- イザベル（1373年 - 1378年）
- カトリーヌ（1378年 - 1388年） - 1386年にジャン2世・ド・ベリーと結婚

愛人ビエット・ド・カジネルとの間に庶子が1人いた。
- ジャン・ド・モンテギュー（1365年 - ?）